# Cainan Wiebe
Cainan Wiebe (født 27. August 1995) er en canadisk skuespiller. Han har en ældre søster, Hailey Morgan, som er en lokal sanger i Langley, BC. Begge er de værter på en web-serie, kaldet Eikids. 
Han har gået til forskellige slags sport, blandt andre gymnastik, kampsport og konkurrence-svømning. 
I øjeblikket er han bosat i Langley, British Columbia.